# Remapati
Remapati ist eine osttimoresische Aldeia im Suco Madabeno (Verwaltungsamt Laulara, Gemeinde Aileu). 2015 lebten in der Aldeia 175 Menschen.

## Geographie
Die Aldeia Remapati liegt im Süden des Sucos Madabeno. Östlich befindet sich die Aldeia Manehalo, nördlich die Aldeia Desmanhata und westlich die Aldeia Belumhatu. Im Süden grenzt Remapati an den Suco Aissirimou. Durch den Norden der Aldeia führt die Überlandstraße von Aileu und Maubisse im Süden und der Landeshauptstadt Dili im Norden. An ihr liegt das Dorf Matapati, das aus den Bairos (Ortsteile) Remapati im Westen und Desmanhata im Osten besteht. Der Teil von Desmanhata, der nördlich der Überlandstraße liegt, gehört zur Aldeia Desmanhata.

## Politik
Bei den Kommunalwahlen in Osttimor 2009 wurde Alexandre Baptista zum Chefe de Aldeia gewählt. Die nächsten Wahlen fanden 2016 und 2023 statt.